# Carmen Castro García
Carmen Castro García (Valencia, 12 de julio de 1967) es una economista y feminista española especializada en modelos de bienestar, políticas europeas de género y en sistemas de permisos por nacimiento. Fue una de las promotoras de la plataforma por los Permisos Iguales e Intransferibles de Nacimiento y Adopción y ha recibido varios reconocimientos a su labor activista por la igualdad. 

## Biografía
Es licenciada en Economía por la Universidad de Santiago de Compostela (1999), máster European Comparative Gender Policy por la Universidad Complutense de Madrid (2005) y doctora en Economía por la Universidad Pablo de Olavide (2015) con su tesis doctoral sobre ‘Modelos de Bienestar, igualdad de género y sistemas de permisos por nacimiento en el contexto de crisis del Modelo Social Europeo’, dirigida por la catedrática Lina Gálvez.

### Trayectoria profesional
Inició su recorrido profesional trabajando en itinerarios de orientación sociolaboral. De 1997 a 2002 fue coordinadora técnica de proyectos europeos para la igualdad de oportunidades entre mujeres y hombres. En el año 2002 puso en marcha su iniciativa de consultoría independiente sobre igualdad de género y políticas públicas, a través de la creación del portal web SinGENEROdeDUDAS, que se ha ido convirtiendo en un punto de encuentro como comunidad de conocimiento sobre cuestiones de género, democracia y economía feminista. Está incorporada al equipo de la dirección y gerencia estratégica de LIKaDI, Consultoría pionera en el Estado Español sobre Transversalidad de Género, formación y empleo. 
Asesora de políticas para la igualdad para instituciones públicas;  desde 2021 hasta julio de 2023 en la Dirección General de Igualdad del Gobierno del Principado de Asturias, sobre asuntos de economía e igualdad; anteriormente, desde 2015-2017, fue asesora de políticas de igualdad de género y diversidad en el Ayuntamiento de La Coruña, diseñando la estrategia para la transversalidad de género de la política municipalista. Ha compaginado los servicios de consultoría con la promoción y apoyo a iniciativas sociales y proyectos feministas de economía social; entre otras iniciativas, es cofundadora de LoPERSONALesPOLÍTICO, sobre empoderamiento feminista, redes e incidencia social.
Cuenta con experiencia y reconocimiento a nivel internacional, como experta del UNDP-Roster Gender Equality and Women’s Empowerment in Public Administration (GEPA). Fue vocal de la Comisión de Defensa de la Competencia de la Comunidad Valencianadurante el periodo 2017-2021.

### Trayectoria académica
Investigadora sénior del Institut Universitari d’Estudis de la Dona de la Universitat de València, participó en la puesta en marcha y desarrollo de la Cátedra d’Economia Feminista de la Universidad de Valencia, única existente en todo el estado español.Investiga sobre la contribución de las políticas públicas al avance de la justicia de género, abordando el análisis de la política económica y articulación de alternativas orientadas hacia la igualdad de género como: “Estado de Bienestar, políticas públicas e Igualdad de Género”, “Presupuestos Públicos y Violencia de Género”, “Impacto de Género del sistema Fiscal en España”, “Modelos de conciliación e Igualdad de Género”, “Análisis de los permisos de maternidad, paternidad y parentales en la Unión Europea”, “Indicadores de Bienestar e Igualdad de Género” y “La(des)igualdad de género en el sistema de impuestos y prestaciones de España”. Aplica la teoría crítica feminista al análisis de la geopolítica global, la mercantilización de los cuerpos y procesos biológicos y la aplicación de criterios éticos en las transiciones económicas para la sostenibilidad de la vida. También ha investigado sobre ciberfeminismo y estrategias de emancipación para la despatriarcalización.
Ha coordinado la organización y comité científico del VI Congreso Estatal de Economía Feminista (Valencia, septiembre de 2019) y ha formado parte de los grupos de trabajo de anteriores ediciones de los congresos estatales de economía feminista (2017 en Madrid, 2015 en Vic y 2013 en Carmona-Sevilla).
Es profesora asociada de economía en la Universidad de Valencia y profesora invitada de másteres oficiales de otras universidades públicas como la Pablo de Olavide (Sevilla), Coruña, País Vasco, Navarra y Granada, en las que imparte asignaturas sobre impacto de género, políticas para la igualdad, ecofeminismo y economía feminista.

### Trayectoria activista

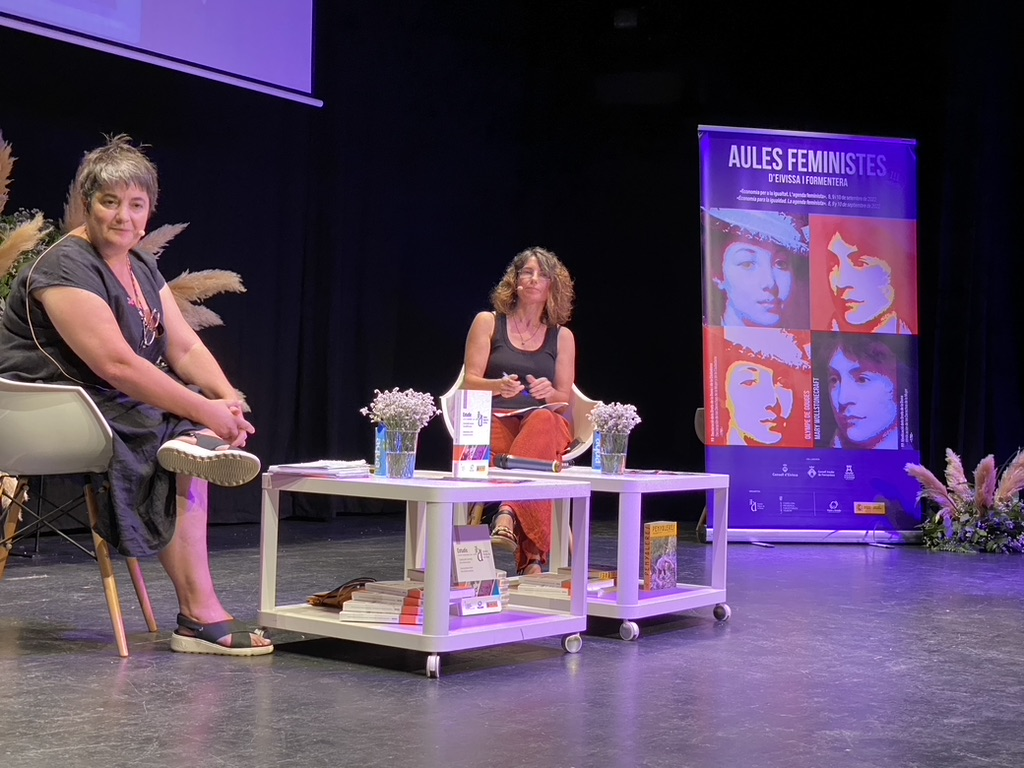
Carmen Castro y Cristina Martín Vega en las Aulas Feministas de Ibiza y Formentera 2022

Empezó su activismo por el cambio de modelo de sociedad en 1988, simultaneando la actividad política en el movimiento juvenil y feminista. Fue presidenta de la Asociación Mulleres Xóvenes de Galicia de 1992 a 1996 y de la Asociación Mujeres Jóvenes de 1996 a 1999. De 1998 a 2001 formó parte del comité directivo de la Plataforma Española de apoyo al Lobby Europeo de Mujeres, CELEM. Y ejerció como tesorera del European Women’s Lobby, en Bruselas, del 2000 al 2002.
En 2009 fue cofundadora de la Plataforma por los Permisos Iguales e Intransferibles de Nacimiento y Adopción desde donde impulsó la creación de la red europea PLENT-Platform for Equal, Non Transferable and 100% paid parental leave. Fue coordinadora del Consejo Científico de ATTAC-España y fue socia cofundadora del observatorio GEP&DO - Gender, Economics, Politics & Development Observatory. Colabora con diversas ONG, en el ámbito de los derechos humanos, la igualdad de género y la diversidad sexual como la Plataforma Feminista Galega; formó parte de LAMBDA València hasta 2022.

## Obras
Es autora de publicaciones y guías prácticas sobre mainstreaming de género y políticas para la igualdad, entre las que destacan su últimos libros Claves feministas para transiciones económicas y Políticas de igualdad. Permisos por nacimiento y transformación de los roles de género.
Colabora con algunos medios digitales, en los que publica artículos divulgativos y de opinión, con mayor frecuencia en la Revista Alternativas Económicas,  El Diario.es y también en CTXT.

## Premios y reconocimientos
- 2019 Premio ‘Les Corts de les Dones’, otorgado por Las Cortes Valencianas, en marzo de 2019, en reconocimiento a su trayectoria profesional y personal en defensa de la igualdad y los derechos de las mujeres.[20]
- 2018 Trayectoria académica y activismo en defensa de los valores democráticos del Pais Valenciá, XXII Nit del Tirant.[21]

- 2016 Premio extraordinario de doctorado de la Universidad Pablo Olavide en 2016.[22]
- 2017 Seleccionada como Expert in Gender Equality and Women’s Empowerment in Public Administration (GEPA) -UNDP Roster-, periodo 2014-2017.[23][24]
- 2014 Seleccionada como ‘Women inspiring Gender Equality in Europe’ por el Instituto Europeo para la Igualdad de Género (EIGE) en 2014.[25]
- 1998 Premios Mujeres Progresistas - Premio Igualdad de Oportunidades de la Federación de Mujeres Progresistas, en reconocimiento público del trabajo realizado a favor de la consecución de la Igualdad de Oportunidades entre mujeres y hombres. 1998.[26]